# Liste der Kantone im Département Nord
Das Département Nord liegt in der Region Hauts-de-France in Frankreich. Es untergliedert sich seit der Kantonsreform 2015 in sechs Arrondissements mit 41 Kantonen (französisch cantons).
Siehe auch: Liste der Gemeinden im Département Nord

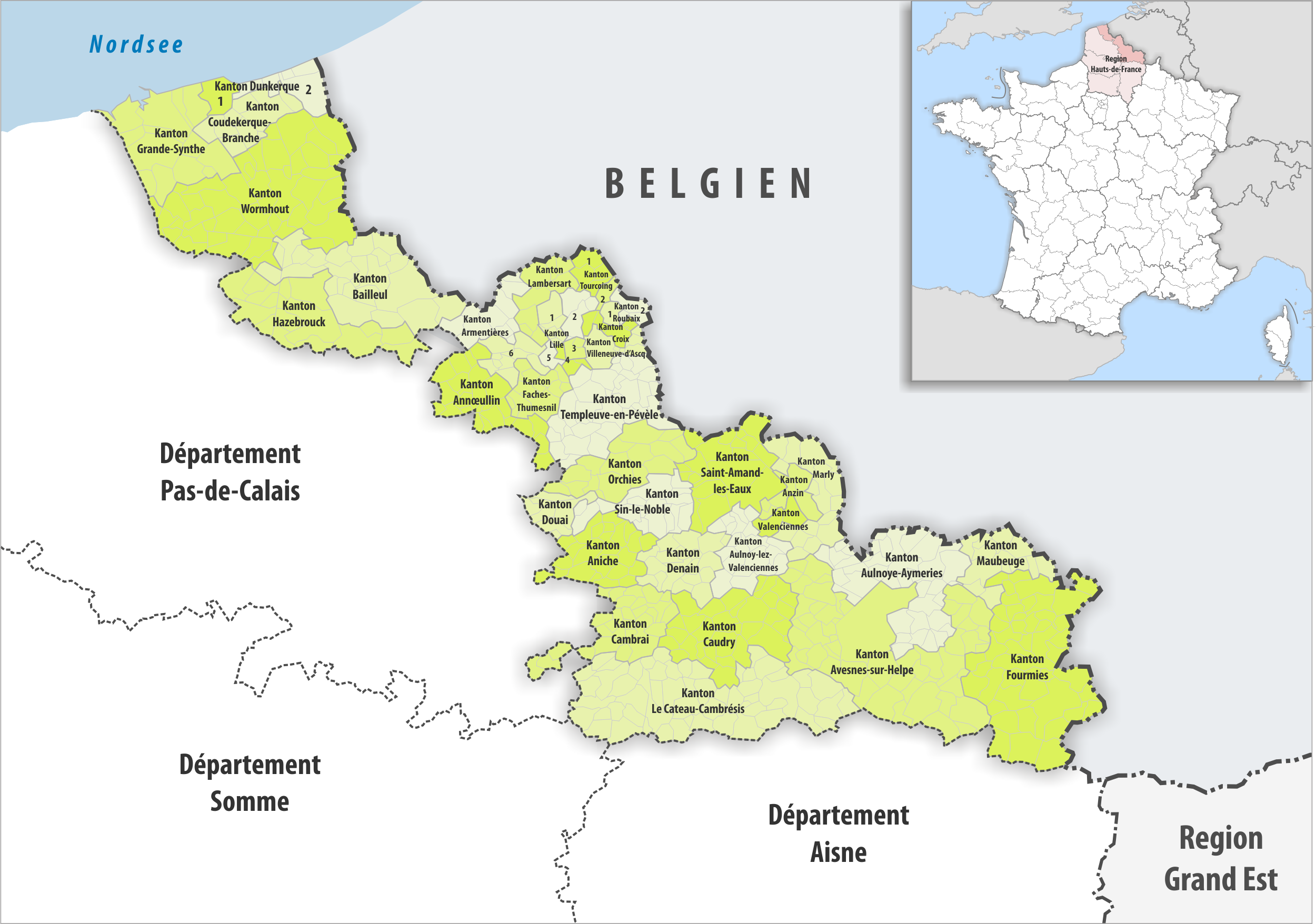
Gemeinden und Kantone im Département Nord

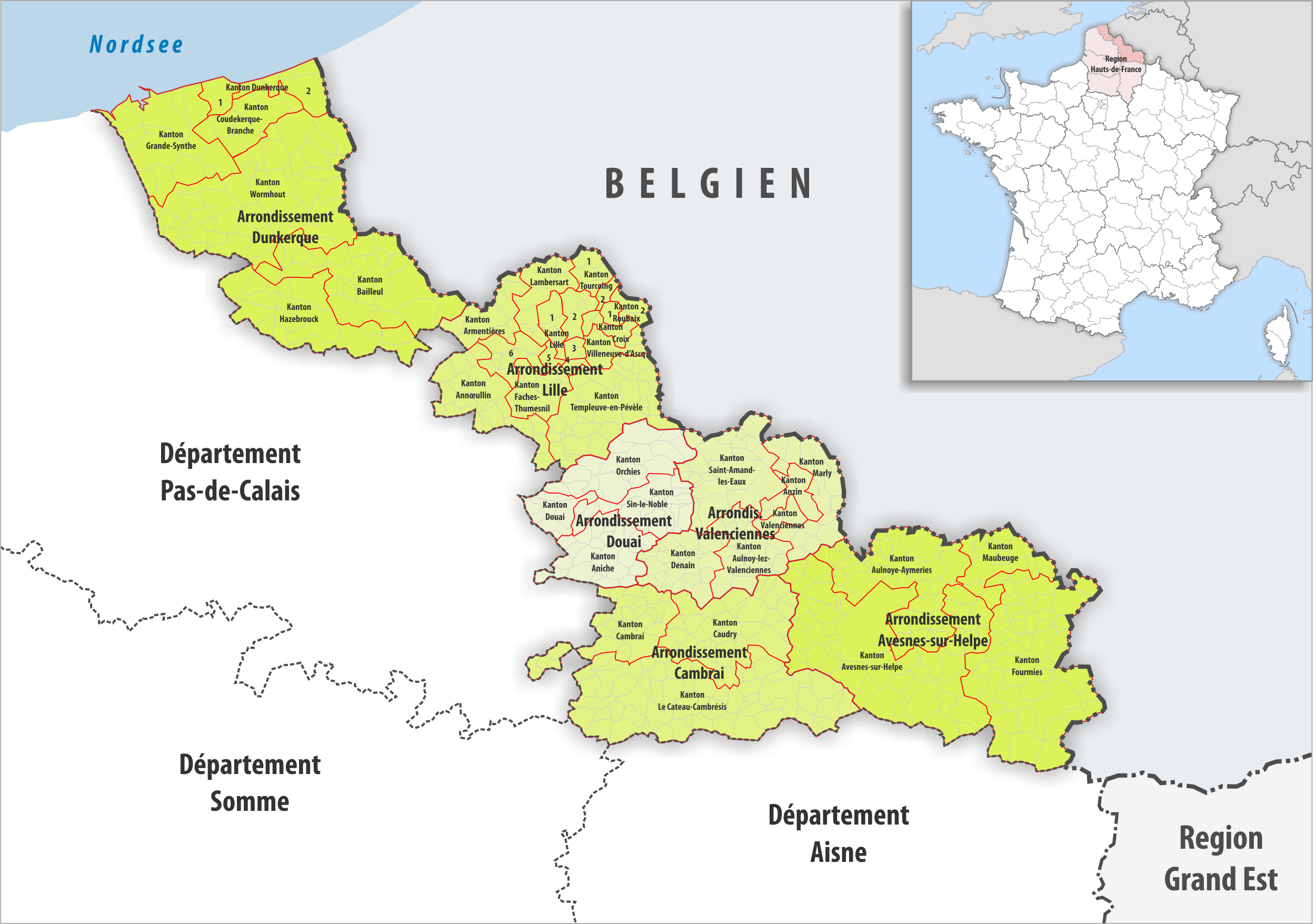
Gemeinden, Arrondissemente und Kantone im Département Nord

| Kanton                  | Gemeinden | Einwohner 1. Januar 2022 | Fläche km² | Dichte Einw./km² | Code INSEE | Arrondissement(e) |
| ----------------------- | --------- | ------------------------ | ---------- | ---------------- | ---------- | ----------------- |
| Aniche                  | 26        | 59.430                   | 146,10     | 407              | 5901       | Douai             |
| Annœullin               | 24        | 79.782                   | 149,13     | 535              | 5902       | Lille             |
| Anzin                   | 6         | 52.006                   | 43,86      | 1.186            | 5903       | Valenciennes      |
| Armentières             | 11        | 67.697                   | 79,53      | 851              | 5904       | Lille             |
| Aulnoye-Aymeries        | 38        | 50.996                   | 270,45     | 189              | 5905       | Avesnes-sur-Helpe |
| Aulnoy-lez-Valenciennes | 20        | 53.323                   | 115,75     | 461              | 5906       | Valenciennes      |
| Avesnes-sur-Helpe       | 52        | 57.761                   | 554,45     | 104              | 5907       | Avesnes-sur-Helpe |
| Bailleul                | 23        | 52.176                   | 292,01     | 179              | 5908       | Dunkerque         |
| Cambrai                 | 27        | 55.863                   | 153,40     | 364              | 5909       | Cambrai           |
| Le Cateau-Cambrésis     | 56        | 51.616                   | 504,55     | 102              | 5910       | Cambrai           |
| Caudry                  | 33        | 50.823                   | 243,63     | 209              | 5911       | Cambrai           |
| Coudekerque-Branche     | 9         | 48.988                   | 95,29      | 514              | 5912       | Dunkerque         |
| Croix                   | 5         | 75.987                   | 24,39      | 3.115            | 5913       | Lille             |
| Denain                  | 18        | 69.616                   | 117,88     | 591              | 5914       | Valenciennes      |
| Douai                   | 7         | 62.130                   | 50,49      | 1.231            | 5915       | Douai             |
| Dunkerque-1             | 1⁄3       | 51.839                   | 25,88      | 2.003            | 5916       | Dunkerque         |
| Dunkerque-2             | 4 1⁄3     | 49.075                   | 62,05      | 791              | 5917       | Dunkerque         |
| Faches-Thumesnil        | 12        | 79.708                   | 68,48      | 1.164            | 5918       | Lille             |
| Fourmies                | 46        | 52.391                   | 476,45     | 110              | 5919       | Avesnes-sur-Helpe |
| Grande-Synthe           | 13 1⁄3    | 57.014                   | 232,20     | 246              | 5920       | Dunkerque         |
| Hazebrouck              | 16        | 59.148                   | 233,35     | 253              | 5921       | Dunkerque         |
| Lambersart              | 8         | 70.044                   | 72,96      | 960              | 5922       | Lille             |
| Lille-1                 | 4 1⁄6     | 76.560                   | 28,11      | 2.724            | 5923       | Lille             |
| Lille-2                 | 3 1⁄6     | 70.191                   | 31,93      | 2.198            | 5924       | Lille             |
| Lille-3                 | 1 ⁄6      | 71.524                   | 10,59      | 6.754            | 5925       | Lille             |
| Lille-4                 | 2 1⁄6     | 71.737                   | 12,23      | 5.866            | 5926       | Lille             |
| Lille-5                 | 1⁄6       | 75.426                   | 8,73       | 8.640            | 5927       | Lille             |
| Lille-6                 | 9 1⁄6     | 79.379                   | 54,50      | 1.456            | 5928       | Lille             |
| Marly                   | 17        | 63.144                   | 135,39     | 466              | 5929       | Valenciennes      |
| Maubeuge                | 14        | 63.177                   | 106,16     | 595              | 5930       | Avesnes-sur-Helpe |
| Orchies                 | 16        | 54.479                   | 163,44     | 333              | 5931       | Douai             |
| Roubaix-1               | 1⁄2       | 77.231                   | 9,54       | 8.095            | 5932       | Lille             |
| Roubaix-2               | 2 1⁄2     | 72.712                   | 22,53      | 3.227            | 5933       | Lille             |
| Saint-Amand-les-Eaux    | 19        | 58.047                   | 196,04     | 296              | 5934       | Valenciennes      |
| Sin-le-Noble            | 15        | 68.968                   | 116,56     | 592              | 5935       | Douai             |
| Templeuve-en-Pévèle     | 32        | 82.408                   | 221,24     | 372              | 5936       | Lille             |
| Tourcoing-1             | 3 1⁄2     | 66.993                   | 33,81      | 1.981            | 5937       | Lille             |
| Tourcoing-2             | 1⁄2       | 76.849                   | 10,71      | 7.175            | 5938       | Lille             |
| Valenciennes            | 2         | 54.100                   | 25,88      | 2.090            | 5939       | Valenciennes      |
| Villeneuve-d’Ascq       | 5         | 72.871                   | 41,13      | 1.772            | 5940       | Lille             |
| Wormhout                | 45        | 53.700                   | 501,95     | 107              | 5941       | Dunkerque         |
| Département Nord        | 647       | 2.616.909                | 5.742,75   | 456              | 59         | –                 |

Darunter sind Kantone, die Gemeinden aus verschiedenen Arrondissements enthalten.

## Ehemalige Kantone
Vor der landesweiten Neuordnung der Kantone im März 2015 teilte sich das Département in 79 Kantone:
| Arrondissement    | Kantone |
| ----------------- | --- |
| Avesnes-sur-Helpe | Avesnes-sur-Helpe-Nord, Avesnes-sur-Helpe-Sud, Bavay, Berlaimont, Hautmont, Landrecies, Maubeuge-Nord, Maubeuge-Sud, Le Quesnoy-Est, Le Quesnoy-Ouest, Solre-le-Château und Trélon |
| Cambrai           | Cambrai-Est, Cambrai-Ouest, Carnières, Le Cateau-Cambrésis, Clary, Marcoing und Solesmes |
| Douai             | Arleux, Douai-Nord, Douai-Nord-Est, Douai-Sud, Douai-Sud-Ouest, Marchiennes und Orchies |
| Dunkerque         | Bailleul-Nord-Est, Bailleul-Sud-Ouest, Bergues, Bourbourg, Cassel, Coudekerque-Branche, Dunkerque-Est, Dunkerque-Ouest, Grande-Synthe, Gravelines, Hazebrouck-Nord, Hazebrouck-Sud, Hondschoote, Merville, Steenvoorde |
| Lille             | Armentières, La Bassée, Cysoing, Haubourdin, Lannoy, Lille-Centre, Lille-Est, Lille-Nord, Lille-Nord-Est, Lille-Ouest, Lille-Sud, Lille-Sud-Est, Lille-Sud-Ouest, Lomme, Marcq-en-Barœul, Pont-à-Marcq, Quesnoy-sur-Deûle, Roubaix-Centre, Roubaix-Est, Roubaix-Nord, Roubaix-Ouest, Seclin-Nord, Seclin-Sud, Tourcoing-Nord, Tourcoing-Nord-Est, Tourcoing-Sud, Villeneuve-d’Ascq-Nord, Villeneuve-d’Ascq-Sud |
| Valenciennes      | Anzin, Bouchain, Condé-sur-l’Escaut, Denain, Saint-Amand-les-Eaux-Rive droite, Saint-Amand-les-Eaux-Rive gauche, Valenciennes-Est, Valenciennes-Nord, Valenciennes-Sud |